# Jean Roche (préhistorien)
Pour les articles homonymes, voir Jean Roche (homonymie) et Roche (homonymie).
L'abbé Jean Roche (1913-2008) est un préhistorien français, spécialiste du Paléolithique supérieur du Maroc et du Portugal.

## Formation
Jean Roche est né à Paris en 1913. Après une licence d'histoire, option préhistoire-ethnologie, il suit la formation ethnologique du musée de l'Homme.
Sa thèse a pour sujet L’Épipaléolithique marocain.

## Carrière académique
Chargé de cours à l'Institut catholique de Paris en 1948, il est nommé au CNRS en 1949, où il travaille en collaboration avec Pierre Teilhard de Chardin. En 1950, il devient inspecteur des antiquités préhistoriques du Maroc. En 1953 il est nommé au Laboratoire de Paléontologie des Vertébrés et de Paléontologie Humaine de la Sorbonne de Jean Piveteau.

## Fouilles
Jean Roche est directeur de la Mission archéologique française au Maroc, puis de la Mission Préhistorique et Paléontologique Française au Maroc. 
Au Maroc, il fouille la grotte des pigeons, à Taforalt, où il met au jour une nécropole et travaille sur l'origine de l'Atérien, puis la grotte des Contrebandiers, près de Rabat.
En 1950, il commence ses campagnes de fouilles au Portugal. Il fouille Muge Moita do Sebastiao et Cabeço da Amoreira, à Lisbonne la grotte de Oeiras, à Loures la grotte de Salemas.
En France, il reprend les fouilles de la grotte du Placard, à Vilhonneur, en Charente.

## Associations professionnelles
Devenu maitre de recherche honoraire au CNRS, Jean Roche a été président de la Société préhistorique française.

## Publications
- Roche, J. (1953), La grotte de Taforalt. Anthropologie 57: 375-380.
- [Larue, Combier & Roche 1956] Marc Larue, Jean Combier et J. Roche, « Les gisements périgordien et magdalénien du Saut-du-Perron (Loire) » (1re et 2e partie), L'Anthropologie, t. 59 et t. 60,‎ 1955 et 1956, p. 401-428 et 1-21 (présentation en ligne).
- Roche, J. (1963), L’Épipaléolithique Marocain. Fondation Calouste Gulbenkian, Lisbon.
- Roche, J. (1964), Le Paléolithique supérieur portugais. Bulletin de la société préhistorique française[2].
- Roche, J. (1967), L'Atérien de la grotte de Taforalt (Maroc oriental). Bulletin d’Archéologie Marocaine 7: 11-56.
- Roche, J. (1969), Les industries paléolithiques de la grotte de Taforalt (Maroc oriental). Quaternaria 11: 89-100.
- Roche, J. (1976), Cadre chronologique de l’Épipaléolithique marocain. Actes du IXè Congrès de l’UISPP : Chronologie et synchronisme dans la préhistoire circum-méditerranéenne, p. 153-67.